# Lori Sandri
Lori Paulo Sandri (Encantado, 29 de janeiro de 1949 — Curitiba, 3 de outubro de 2014) foi um futebolista e treinador de futebol brasileiro. Dentro do campo, atuava como meia.

## Carreira como jogador
Começou a jogar futebol no time amador do Esporte Clube Encantado em 1964 e em 1965 foi aprovado no juvenil do Internacional de Porto Alegre, mas por dificuldades financeiras, seguiu, com sua madrinha, para Curitiba. No Paraná, jogou no Esporte Clube Água Verde e na Seleção Paranaense de Futebol, mas ainda nas categorias de base.
Profissionalmente, iniciou no Rio Branco de Paranaguá em 1969 e em 1970 no Seleto de Paranaguá, chegando as finais do campeonato.
A partir de 1971, jogou no Clube Atlético Paranaense, onde ficou até 1973.
Em seguida, jogou no Londrina Esporte Clube e no Esporte Clube Pinheiros, onde encerrou sua carreira de futebolista aos 28 anos.
Se formou em Educação Física pela Universidade Federal do Paraná.

## Carreira como treinador
Começou sua carreira de treinador no Esporte Clube Pinheiros, em 1976, ano em que deixou de ser jogador.
No Brasil, teve muitas conquistas por onde passou, entre elas o inédito vice-campeonato Paulista pelo Botafogo-SP de Ribeirão Preto em 2001, o Campeonato Gaúcho de 1998 pelo Juventude, conquistado de forma invicta, quebrando um tabu de 56 anos sem que times do interior do estado vencessem a competição, e o vice-campeonato Brasileiro da Série B em 1995 pelo Coritiba, classificando o clube para a Série A do ano seguinte.
No exterior, trabalhou na Seleção dos Emirados Árabes Unidos, onde participou das eliminatórias da Copa do Mundo FIFA de 1998. Teve passagem também pelo futebol japonês, onde disputou dois campeonatos da J. League pelo Tokyo Verdy.
Disputou a Copa da UEFA e o Campeonato Português na temporada 2008/2009, dirigindo a equipe do Marítimo, clube onde ficou até fevereiro de 2009. Em novembro do mesmo ano, assinou com o Santa Cruz para a temporada de 2010, onde disputou o Campeonato Pernambucano, a Copa do Brasil e a Série D do Campeonato Brasileiro. Seu último clube como treinador foi o Botafogo-SP, em 2012.
Lori Sandri faleceu no dia 3 de outubro de 2014 em decorrência de um tumor cerebral.

## Títulos
Atlético Paranaense
- Campeonato Paranaense: 1983

Guarani
- Campeonato Paulista do Interior: 1986

Al-Shabab
- Copa do Golfo: 1992

Juventude
- Campeonato Gaúcho: 1998

Al-Hilal
- Saudi Founder's Cup: 1999

Internacional
- Campeonato Gaúcho: 2004[10]